# Religioni in Croazia
Il cristianesimo è la religione più diffusa in Croazia. Secondo i dati del censimento del 2011, i cristiani rappresentano il 91,3% della popolazione e sono in maggioranza cattolici; l'1,5% della popolazione segue l'islam, lo 0,2% della popolazione segue altre religioni, il 4,5% della popolazione non segue alcuna religione e il 2,5% della popolazione non dichiara la propria affiliazione religiosa. Stime dell'Association of Religion Data Archives (ARDA) riferite al 2015 differiscono di poco.
La costituzione riconosce la libertà religiosa, proibisce l'istigazione all’odio religioso e prevede la separazione tra stato e religioni. Le organizzazioni religiose devono registrarsi con il Ministero della Pubblica Amministrazione; le organizzazioni religiose non registrate non possono celebrare matrimoni riconosciuti dallo stato, aprire scuole, fornire assistenza religiosa negli ospedali e nelle prigioni, ricevere fondi governativi e godere di agevolazioni fiscali. Nelle scuole pubbliche è previsto l'insegnamento della religione e gli insegnanti sono pagati dallo stato; nella maggioranza delle scuole si insegna la religione cattolica, ma in presenza di un numero sufficiente di studenti i gruppi registrati possono organizzare corsi sulla loro religione. Le scuole private possono organizzare liberamente i loro corsi di religione, ma solo i gruppi religiosi registrati possono aprire proprie scuole.

## Religioni presenti

### Cristianesimo
Secondo i dati del censimento del 2011, i cattolici rappresentano l'86,3%della popolazione, gli ortodossi il 4,4% della popolazione, i protestanti lo 0,3% della popolazione e i cristiani di altre denominazioni lo 0,3% della popolazione. 
La Chiesa cattolica è organizzata in Croazia con 5 sedi metropolitane, 12 diocesi suffraganee e 1 ordinariato militare; a queste strutture si aggiunge l'eparchia di Križevci per i fedeli della Chiesa bizantina cattolica di Croazia e Serbia. 
La Chiesa ortodossa è presente in Croazia con la Chiesa ortodossa serba, la Chiesa ortodossa bulgara e la Chiesa ortodossa macedone. 
Tra i gruppi protestanti presenti in Croazia vi sono luterani, calvinisti, anglicani, battisti, pentecostali e avventisti del settimo giorno. 
Fra i cristiani di altre denominazioni, sono presenti i Testimoni di Geova e la Chiesa di Gesù Cristo dei Santi degli Ultimi Giorni (i Mormoni).

### Islam
I musulmani della Croazia sono principalmente di etnia bosniaca; seguono a distanza quelli di etnia albanese e rom. I musulmani presenti nel Paese sono quasi tutti sunniti.

### Altre religioni
In Croazia sono presenti piccoli gruppi che seguono l'ebraismo, il buddhismo, l'induismo e la fede nativa slava.